# Couvent des Clarisses d'Amiens
Le couvent des Clarisses d'Amiens est un monastère de religieuses de l'ordre des Clarisses, situé sur le territoire de la commune d'Amiens, dans le département de la Somme, dans le centre-ville, rue Lamartine.

## Historique
Le 26 janvier 1445, les clarisses entrèrent en possession de leur couvent d'Amiens. Elles furent désignées par la population comme les « Saintes Claires ». Ce fut Colette de Corbie qui fut à l'origine de la création du couvent d'Amiens aidée par Philippe de Saveuse, gouverneur d'Amiens. En 1617, les clarisses d'Amiens demandèrent à être rattachées à l'ordre des Capucins.
À la fin du XVIIIe siècle, Marie-Elisabeth de Louvencourt avec le soutien de l'évêque d'Amiens, instaura l'adoration perpétuelle du Saint-Sacrement, dans la chapelle du couvent.
Le 30 juillet 1792, les religieuses furent contraintes de quitter leur couvent, les ordres monastiques étant supprimés. En 1800, les Clarisses amiénoises purent reconstituer leur communauté. La Seconde Guerre mondiale n'épargna pas le couvent qui fut reconstruit après 1945. En mars 1978, les effectifs étant trop faibles, le couvent fut fermé. Ainsi s'éteignit le plus ancien établissement monastique de la ville encore en activité.

## Caractéristiques
Le couvent a été construit en brique. La chapelle est décorée d'un autel en pierre avec un décor sculpté et les quatorze stations du chemin de croix en pierre œuvre du sculpteur amiénois Léon Lamotte réalisé en 1956 de même que la statue de sainte Colette ou de sainte Claire, située dans une niche au dessus de la porte d'entrée.

## Photos

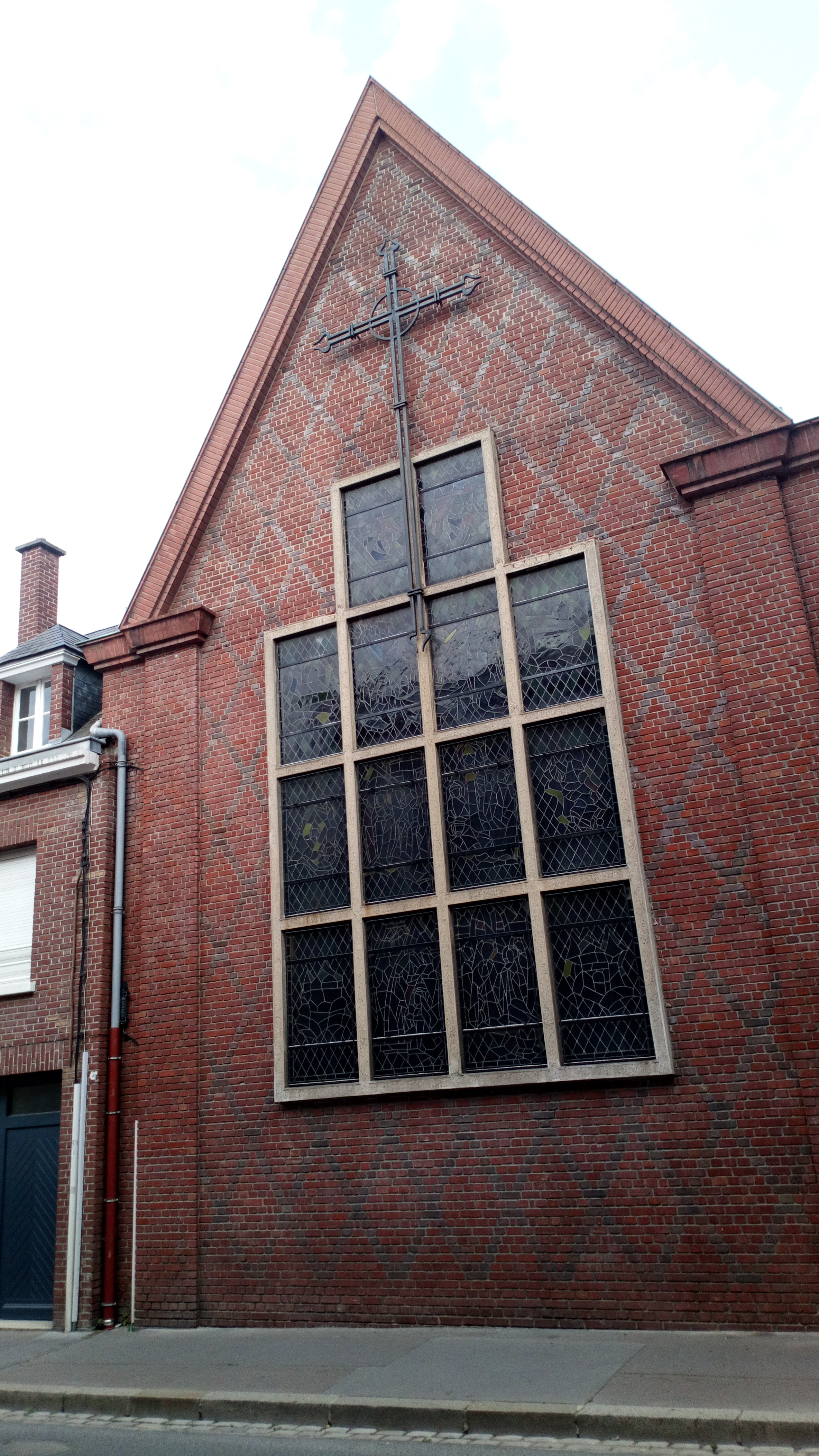
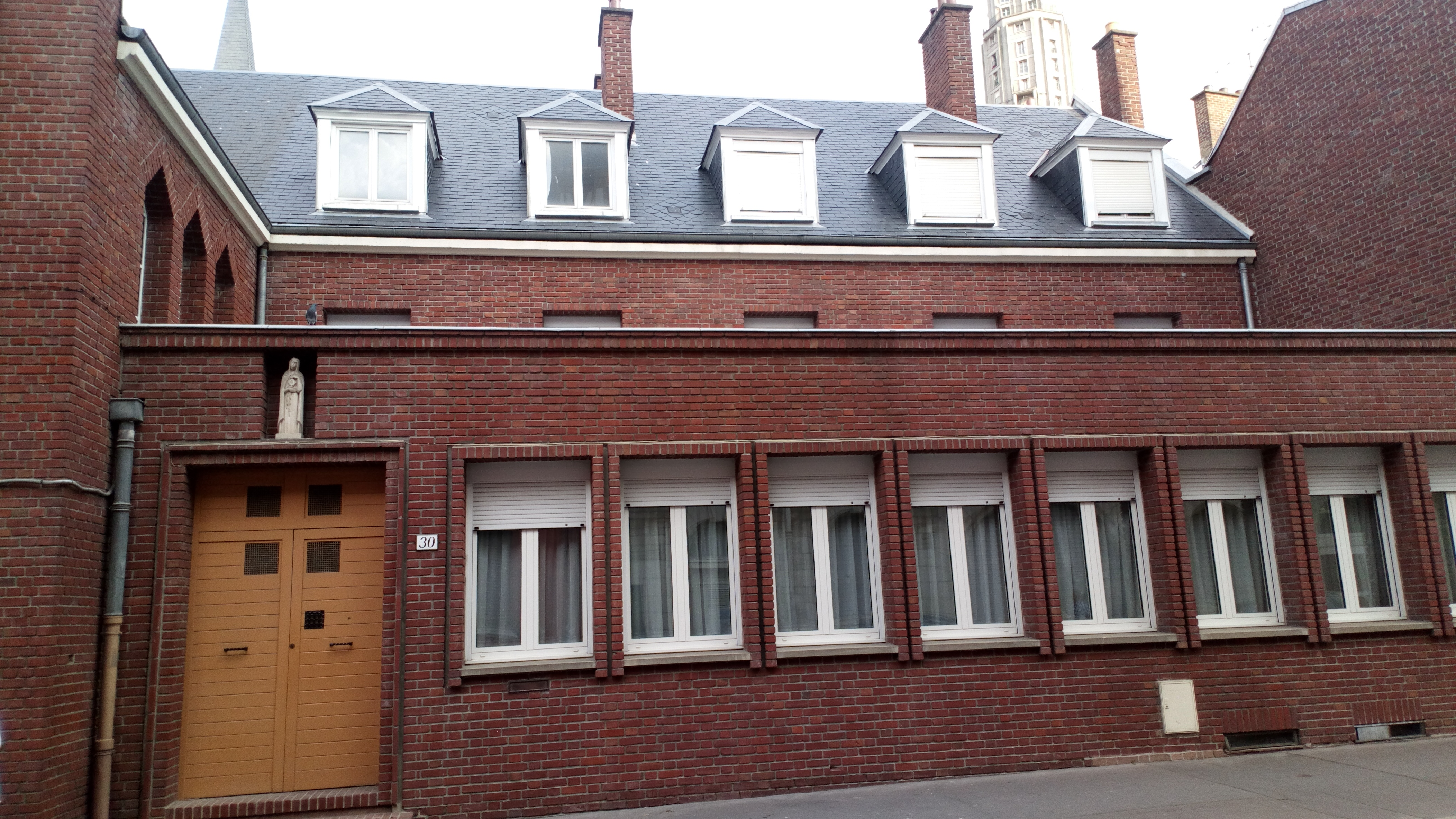
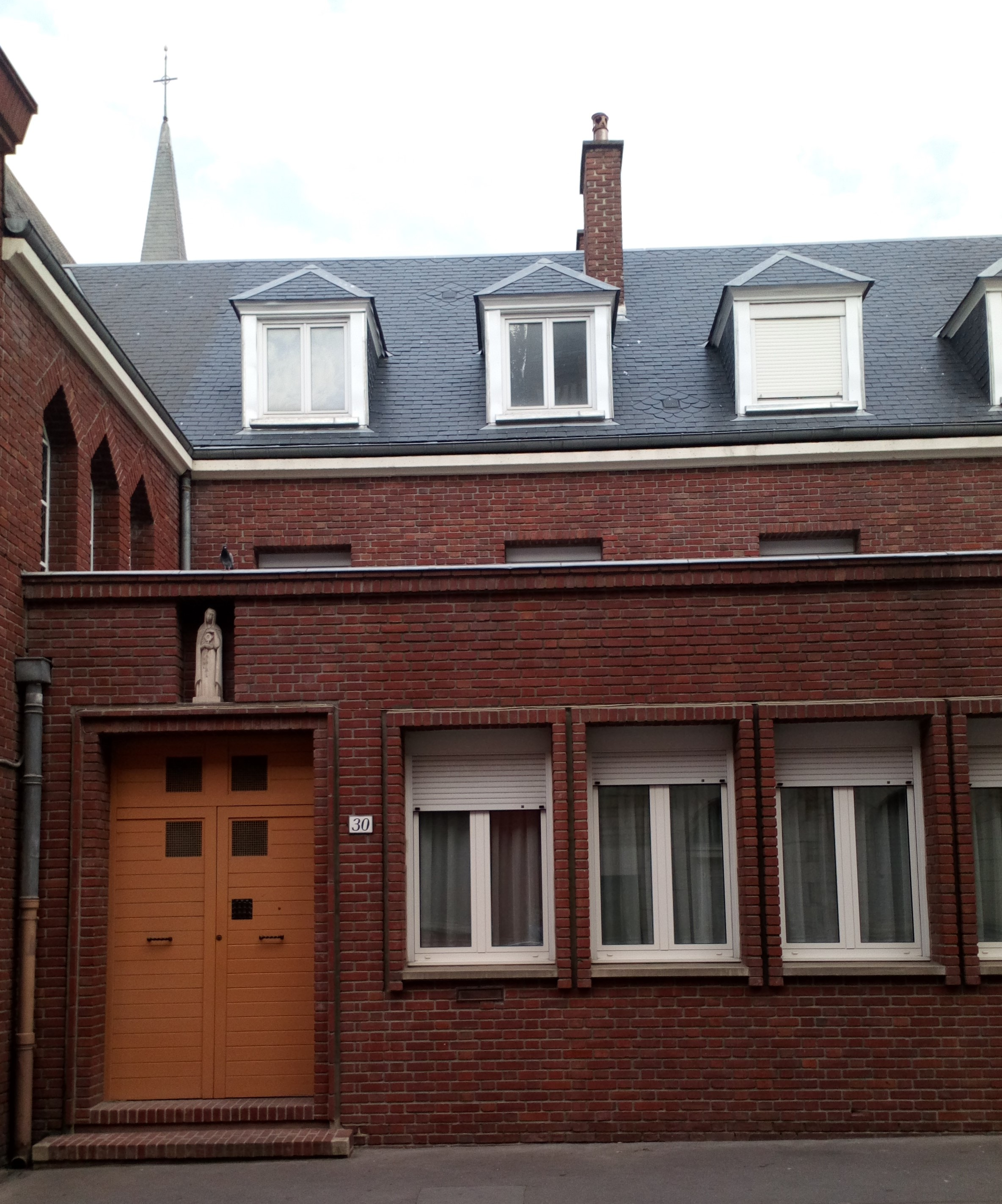